# Akira Tohei
Akira Tohei (藤平明; Tochigi, 20. kolovoza 1929. – Chicago, 2. srpnja 1999.), japanski majstor borilačkih vještina. Izravni je učenik Moriheija Ueshibe. Nositelj je 8. Dana u aikidu.

## Životopis
Akira Tohei je započeo vježbati aikido 1946. godine pod vodstvom Koichija Toheija, tada glavnog instruktora u Hombu dojo-u. Od 1956. vježbao je pod izravnim uputama Moriheija Ueshibe. Godine 1963. Morihei Ueshiba zamolio je Akiru Toheija da prati njegovog sina Kisshomarua na američku turneju. Kad je tromjesečno putovanje završilo na Havajima, Tohei je ostao sljedećih devet mjeseci i podučavao je aikido po cijelom Havajskom otočju. Po povratku u Japan pridružio se nastavničkom osoblju u Hombu dojo-u.
Sljedećih osam godina Tohei je, osim što je predavao u sjedištu, bio i instruktor na Sveučilištu Asia, Sveučilištu Akita Economics (danas Sveučilište Sjeverne Azije), Sveučilištu Keio, Sveučilištu Nihon, Japanskoj kopnenoj samoobrani i japanske pomorske snage samoobrane.
Godine 1966. godine Hombu Dojo dodijelio je Toheiu naslov shihana. Godine 1972. godine poslan je u Ameriku kao glavni instruktor Aikido kluba Illinois. Godine 1975. osnovao je Srednjozapadni aikido centar u Chicagu, gdje je organizirao Srednjozapadnu aikido federaciju, sa sjedištem u Chicagu. Osnivanjem Aikido federacije Sjedinjenih Država (USAF) 1976. godine, postao je glavni instruktor njezine regije Srednji zapad. Tohei je u 8. Dan 1989. godine unaprijeđen od doshu-a Kisshomaru Ueshibe.
Umro je u srpnju 1999. godine u Chicagu, neposredno prije svog 70. rođendana.

## Vanjske povezice
- Akira Tohei